# Carlos García Vallejo
Carlos García Vallejo (25 de enero de 1892 - 3 de febrero de 1949) fue un militar español que participó en la Guerra civil española. Tras el estallido de la contienda se mantuvo fiel a la República y mandó varias unidades militares de forma destacada.

## Biografía

### Carrera militar
Nació en Madrid en 1892. Ingresó en el Ejército en 1906, licenciándose tres años después. En septiembre de 1914 ya ostentaba el rango de capitán por méritos de guerra. Posteriormente estuvo destinado en el Norte de África, en el Grupo de Fuerzas Regulares Indígenas de Larache (1918). Regresaría a la península, donde estuvo destinado en el Regimiento de Infantería Tetuán n.º 45 entre 1918 y 1928. Entre 1931 y 1932 estuvo destinado en la Guinea Española, siendo el segundo jefe de la Guardia Colonial. En 1933 fue destinado a León, al Regimiento de Infantería n.º 36; al año siguiente intervino en las operaciones militares en Asturias, tras el estallido de la revolución asturiana. En 1935 fue puesto al mando de un batallón de ametralladoras y destinado a la Ciudadela de Menorca.

### Guerra Civil
Al comienzo de la Guerra civil se encontraba destinado en Castellón de la Plana, en el Batallón de Ametralladoras n.º 3. Algunos autores han considerado que García Vallejo fue en realidad un «leal geográfico», es decir, que se mantuvo leal a la República por haber quedado en zona republicana. No obstante, durante la contienda mandó importantes unidades militares y se mantuvo fiel a la República. Poco después del comienzo de la contienda fue enviado con su unidad hacia Andalucía. A finales de agosto, durante la Ofensiva de Córdoba su columna permaneció en reserva en la retaguardia, con la misión de apoyar el avance de la Columna Balibrea en Puente Mocho.
En octubre fue nombrado jefe del Subsector de Andújar, al frente del cual logró resistir la posterior ofensiva franquista de finales año. Como jefe del subsector también tuvo a su cargo el Asedio del Santuario de Nuestra Señora de la Cabeza. En marzo de 1937 fue nombrado comandante de la 92.ª Brigada Mixta, que se formó a partir de las antiguas fuerzas que habían estado a su mando. El 3 de abril se produjo una importante reorganización en el seno del Ejército Republicano y García Vallejo se hizo cargo de la 20.ª División, formada con las brigadas mixtas 52.ª, 89.ª y 92.ª, y con su cuartel general en Andújar. Para entonces ya ostentaba el rango de Teniente coronel. Las operaciones contra el Santuario se prolongaron hasta mayo de 1937, debiendo destinar para su asalto a las brigadas mixtas 16.ª, 82.ª, 91.ª y 115.ª; después de sostener fuertes combates con los defensores, los republicanos lograron rendir el Santuario el 1 de mayo.
El 3 de junio fue nombrado comandante del IX Cuerpo de Ejército, con su cuartel general en Úbeda. A finales de año se trasladó a Castellón, por enfermedad. En la primavera de 1938, encontrándose en Levante, se le encargó el establecimiento de una línea defensiva cerca de Albocácer. En ese momento las fuerzas franquistas habían lanzado una potente ofensiva que pretendía conquistar Valencia. El 5 de mayo de 1938 fue nombrado comandante del nuevo del nuevo XVII Cuerpo de Ejército, tomando parte activa en el eje defensivo republicano frente a la ofensiva franquista. A finales de junio la presión franquista le obligó a retirarse a la línea XYZ, donde logró resistir numerosos asaltos enemigos hasta finales de julio. En agosto el XVII Cuerpo pasó a la reserva, quedando situado en el área de Utiel-Requena.
El 26 de noviembre de 1938 fue ascendido al rango de coronel. En otoño García Vallejo y su XVII Cuerpo de Ejército fueron enviados al frente de Andalucía, donde quedaron situados en la reserva. A comienzos de 1939 fue enviado a la zona de Hinojosa del Duque, desde la cual intervino en la Ofensiva de Valsequillo-Peñarroya, sin mucho éxito.

### Posguerra
Al final de la contienda fue hecho prisionero por las fuerzas franquistas e internado en el Campo de Concentración de Santa María de Huerta (Soria). Posteriormente pasaría por varias prisiones militares. En 1942 fue juzgado en consejo de guerra, durante el cual el fiscal pidió la pena de muerte para García Vallejo. Finalmente fue condenado a treinta años de prisión por el delito de «adhesión a la rebelión» y fue expulsado del Ejército. El 16 de enero de 1946 fue indultado y puesto en libertad unos días después. 
Falleció en 1949.

## Familia
Contrajo matrimonio con Carmen Gil Montaner.